# Уявний хворий (фільм, 1979)
«Уявний хворий» (рос. «Мнимый больной») — російський радянський художній фільм 1979 року режисера Леоніда Нечаєва за однойменною п'єсою Ж.-Б. Мольєра.

## Сюжет
Недовірлива людина — біда для оточуючих. Якщо він хворий, то смертельно. Якщо на нього косо подивилися, значить наврочили. Якщо дружина весела, значить — закохалася в сусіда. І ось один такий пан, очільник великого сімейства, вирішує перевірити, як ставляться до нього домашні. Для цього він вдає умираючого.

## У ролях
- Олег Єфремов
- Ролан Биков
- Наталя Гундарева
- Анатолій Ромашин
- Галина Бєляєва
- Тетяна Васильєва
- Аня Сотскова
- Станіслав Садальський
- Олександр Ширвіндт
- Валентина Ігнатьєва
- Марія Барабанова
- Олександр Назаров
- Вадим Гущин
- Олександр Карпов
- Володимир Фірсов
- Анатолій Єлізаров

## Творча група
- Сценарій: Олександр Червінський
- Режисер: Леонід Нечаєв
- Оператор: Юрій Схиртладзе
- Композитор: Олексій Рибников